# يوسف عبد العزيز
يوسف محمد عبد العزيز (1956) شاعر وصحفي فلسطيني أردني. ولد في بيت عنان قرب القدس. مجاز في الأدب العربي. عمل مدرّسًا في مدارس وكالة غوث اللاجئين في عمّان. يعمل محرراً في مجلة الروزنة الأردنية منذ انطلاقتها في 2009. كتب قصائده الأولى عن الثورة الفلسطينية وقضيتها في عام 1970 وبدأ في عام 1976 بنشر كتاباته بشكل مكثف في العديد من الصحف العربية. له دواوين شعرية عديدة. 

## سيرته
ولد يوسف محمد عبد العزيز سنة 1956 في بيت عنان قرب القدس. تركها بعد اندلاع حرب 67. حصل على شهادة الليسانس في الأدب العربي، وعلى دبلوم التربية. 

هو عضو في كل من رابطة الكتاب الأردنيين، والهيئة الإدارية لرابطة الكتّاب الأردنيّين لعدّة دورات، والاتّحاد العام للأدباء والكتّاب العرب. يعمل عضواً في هيئة تحرير مجلّة «الرّوزنة» منذ انطلاقتها في العام 2009. وعمل أيضًا في هيئة تحرير مجلة «أوراق» الثقافية. له مساهمات إبداعية في الصّحافة الثّقافية الأردنية والعربية، وكتب أو يكتب في «الحياة» اللندنية و«الرأي»، و«الدّستور»، و«العرب اليوم»، و«الغدّ» الأردنية، و«الجزيرة»، و«اليوم» السعوديتين و«الاتحاد» و«الخليج» الإماراتيتين، وصحيفة «عُمان» في سلطنة عُمان. وعمل عضواً مُحَكِّماً لعدة جوائز أدبية. 

## جوائزه
حصل يوسف عبد العزيز على عدة جوائز خلال مهنته الأدبية، منها:
- 1984:‌ على جائزة الرابطة التشجيعية لأفضل ديوان شعر عن رابطة الكتاب الأردنيين عن ديوانه «حيفا تطير إلى الشقيف».
- 1990: جائزة الدولة التشجيعية عن ديوانه «دفاتر الغيم»
- 1994: جائزة عرار عن مجمل أعماله الشعرية
- 2007: جائزة التفرّغ الإبداعي من وزارة الثقافة الأردنية، عن مشروعه «احتفاءً بشعريّة المشهد».
- 2017 جائزة الدولة التقديرية عن جميع أعماله الشعرية.[1]

## مؤلفاته
من دواوينه الشعرية:
- «الخروج من مدينة الرماد»، 1980
- «حيفا تطير إلى الشقيف»، 1983
- «نشيد الحجر»، 1984
- «وطن في المخيم»، 1988
- «دفاتر الغيم»، 1989
- «قناع الوردة»، 2008
- «ذئب الأربعين»، 2009

وصدر بيت الشعر الفلسطيني ووزارة الثقافة الفلسطينية عنه في 2013 مجلّد من أعماله الشعرية، بعنوان «الأعمال الشعرية النّاجزة»، وهو يضمّ سبع مجموعات شعرية له.